# Konstantinos Mitroglou
Konstantinos "Kostas" Mitroglou (grekiska: Κωνσταντίνος Μήτρογλου), född 12 mars 1988 i Kavala, är en grekisk fotbollsspelare (anfallare) som har spelat bland annat för Aris. Han har också representerat det grekiska landslaget.

## Klubbkarriär
Den 31 januari 2019 lånades Mitroglou ut av Marseille till turkiska Galatasaray på ett låneavtal över 18 månader. I augusti 2019 lånades Mitroglou ut till PSV på ett låneavtal över säsongen 2019/2020.
Den 25 januari 2021 värvades Mitroglou av grekiska Aris, där han skrev på ett 1,5-årskontrakt.

## Landslagskarriär
Konstantinos Mitroglou var uttagen i Greklands trupp till fotbolls-EM 2012 och i VM 2014 där han hade en mindre skada.